# Peoplemover

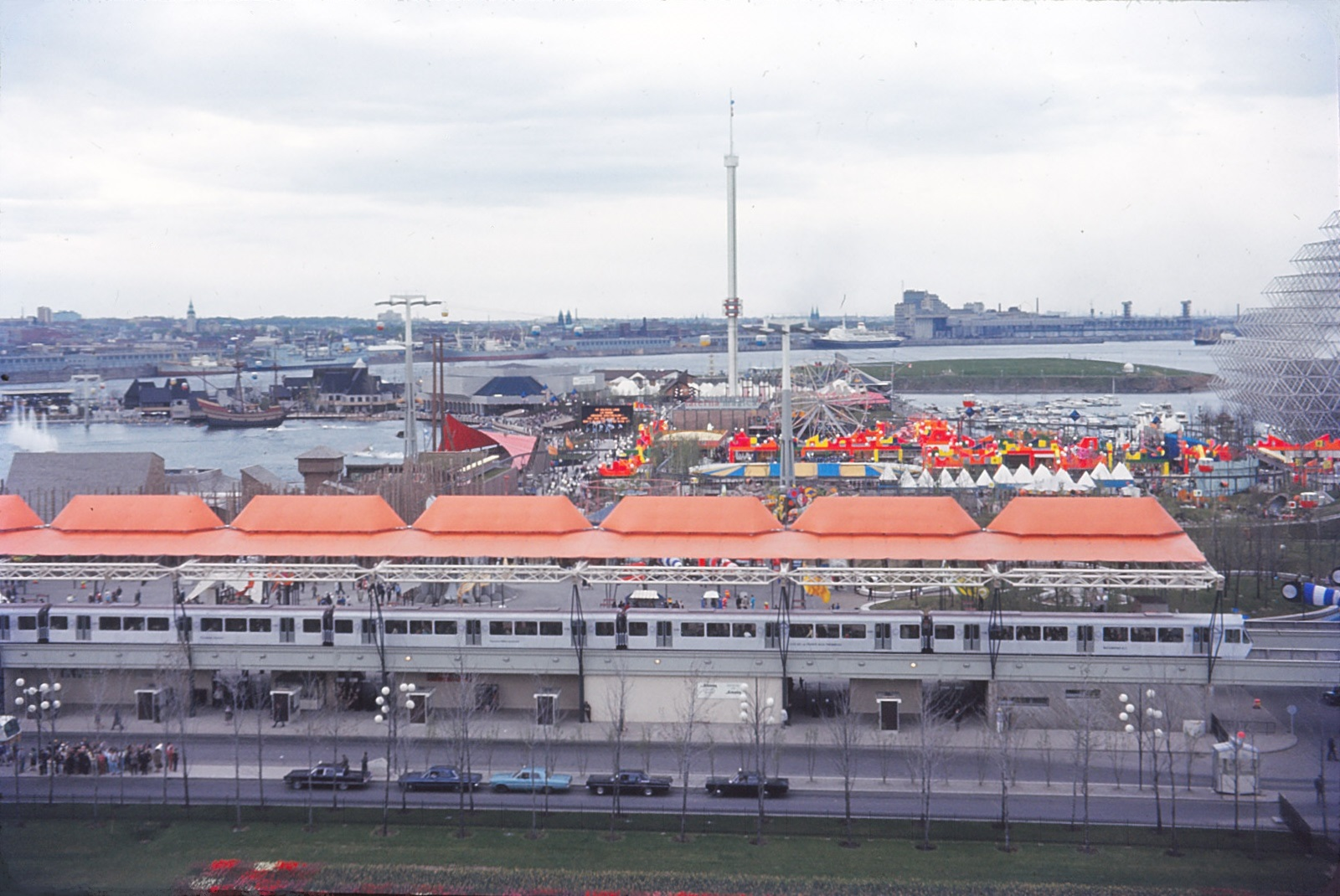
Expo Express in Montreal

Der aus dem Englischen übernommene Sammelbegriff Peoplemover (wörtlich: „Leutebeweger“) bezeichnet meist schienengebundene und in der Regel automatisch verkehrende Verkehrsmittel für kurze Strecken, wie sie hauptsächlich auf Flughäfen und Messen verwendet werden. Manchmal wird statt des Begriffs People Mover auch die Abkürzung PTS für „Passenger Transport System“ („Fahrgasttransportsystem“) verwendet.
Teilweise werden auch Fahrsteige (Rollsteige, sich bewegende Bürgersteige), Personenaufzüge oder auch Bahnen in Freizeitparks zu den Peoplemovern gerechnet. Die in hoher Taktfolge verkehrenden Kabinen oder Züge finden Anwendung auf Routen mit hohem Passagieraufkommen, die für Fahrsteige zu lang und für Schienenpersonennahverkehrssysteme zu kurz sind, wobei je nach Technik der Übergang zur Stadt- oder Straßenbahn fließend sein kann.
Als erster Peoplemover gilt oft der für die Weltausstellung 1967 gebaute Expo-Express, der die 5,7 km lange Strecke von Montreal zum Messegelände mit vollautomatischen Zügen verband, die auf denen der U-Bahn von Toronto basierten. Die Anlage wurde nach wenigen Jahren zunächst stillgelegt und dann abgerissen. Allgemein gab es ab den 1960er Jahren diverse Ideen für oftmals futuristisch anmutende Kurzstreckenverkehrsmittel, darunter auch ein deutscher Entwurf für das Cabinentaxi, das am damals geplanten Flughafen Hamburg-Kaltenkirchen Passagiere über ein verzweigtes Netz automatisch zum gewünschten Ziel befördern sollte. Solche Bahnen, die sich durch ihren individuellen Charakter auf kleinere Kabinen mit weniger als zwölf Insassen beschränken, werden dann als Personal Rapid Transit bezeichnet. Ebenfalls nicht mehr zur Kategorie der Peoplemover ist ein größeres, fahrerlos betriebenes und vernetztes Metrosystem zu rechnen, wie es zum Beispiel die Metro Dubai ist, wohl aber das ergänzende Zubringersystem zu dieser Metro, die Dubai Monorail.

## Bekannteste Bauarten

### Seilgezogene Kabinen- oder Gondelbahnen

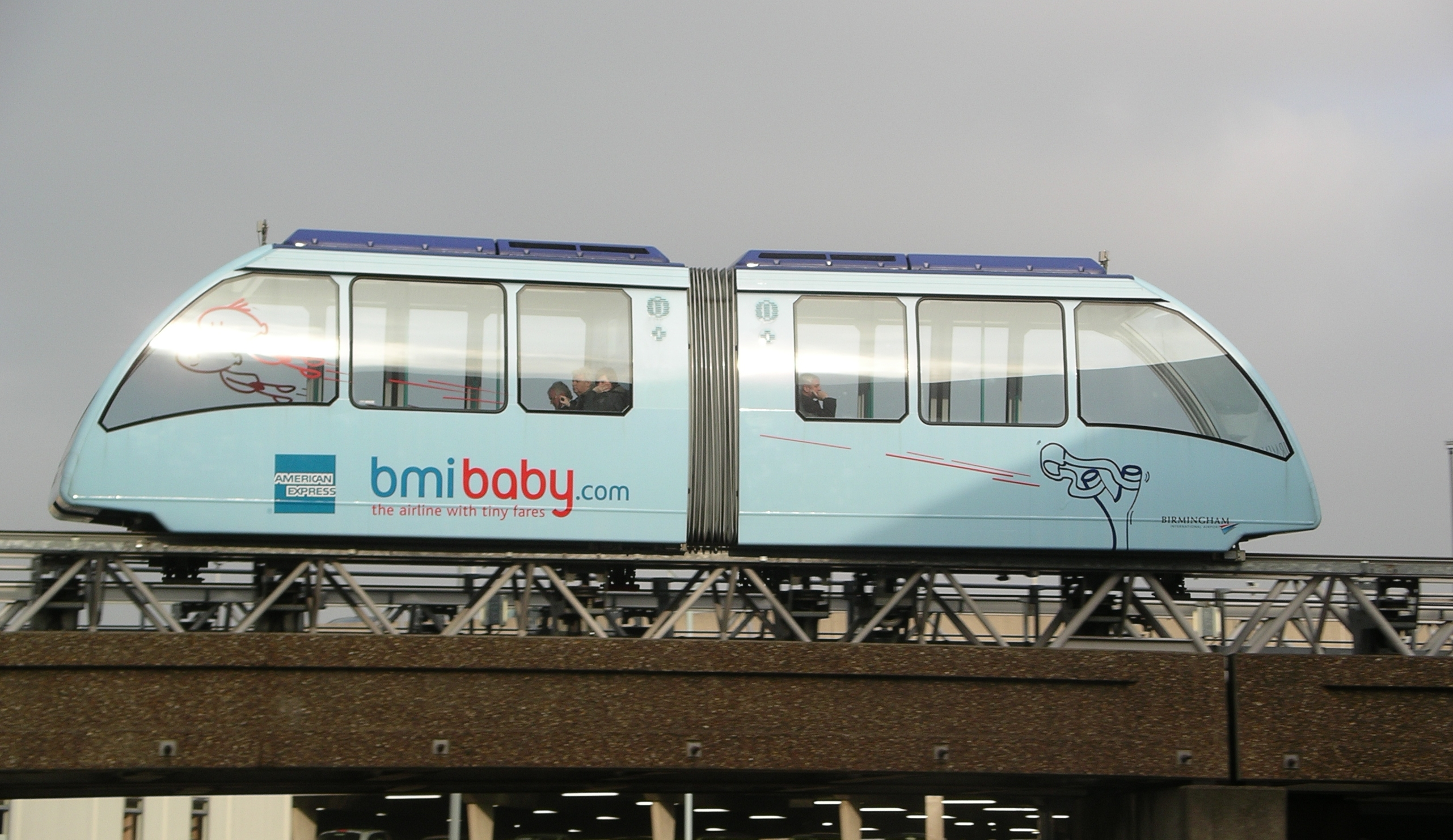
Cable Liner am Flughafen Birmingham (GB)

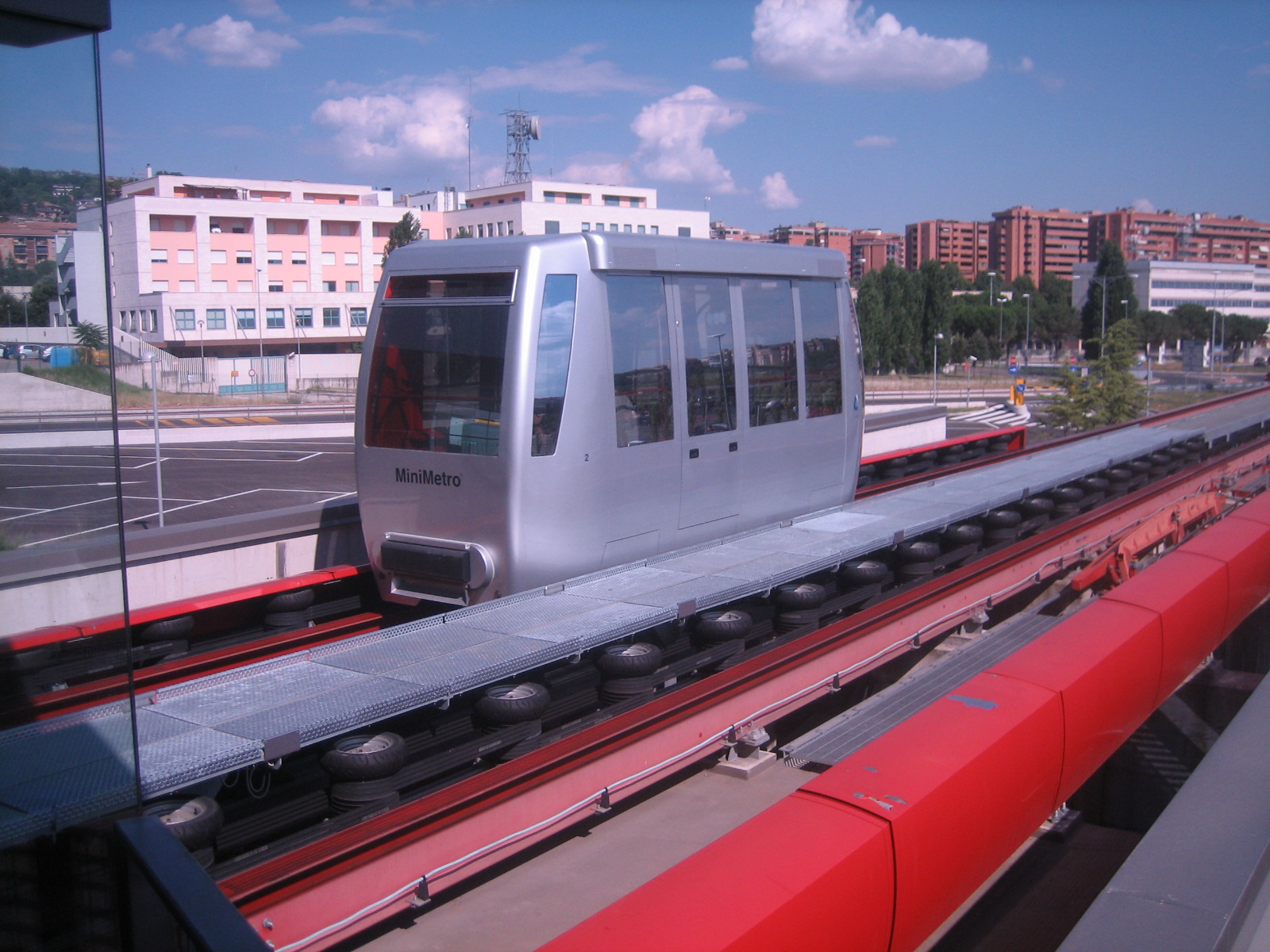
Minimetrò Perugia, Italien

Beim Cable Liner der Doppelmayr/Garaventa-Gruppe werden ein oder zwei auf Schienen fahrende Fahrzeuge fix an ein Zugseil gekoppelt, das in einer Schleife zwischen den zwei Endstationen verläuft. Bei der MiniMetro von Leitner werden die Fahrzeuge an das umlaufende Zugseil variabel angekoppelt.
Für komplexe Streckenführungen prinzipiell geeignet, jedoch deutlich störungsanfälliger ist das System SK der französischen Firma Soulé, bei dem die Gondeln während der Fahrt an unterschiedlich schnell verlaufende Zugseile gekoppelt werden.
Eine Besonderheit stellen die Skymetro am Flughafen Zürich, die das Dock E auf dem Vorfeld mit dem Hauptterminal verbindet, und die unterirdische U-Bahn Serfaus in Tirol dar. Sie werden von einem Seil gezogen, schweben jedoch auf einem Luftkissen über einem glatten Betonboden in einem Tunnel.
Ebenfalls seilgezogene Untergrundbahnen sind die 1875 erbaute Tünel in Istanbul (Türkei), die 2006 eröffnete Füniküler Kabataş–Taksim als zweite seilgezogene U-Bahn Istanbuls und die U-Bahn Karmelit im Stadtgebiet von Haifa (Israel).

### Einschienenbahnen
Viele Peoplemover werden oft fälschlich als Einschienenbahn oder Monorail bezeichnet, um sie von der U-Bahn oder der Eisenbahn zu unterscheiden, obwohl sie meist auf mehreren Schienen oder Betonfahrbahnen verkehren. Einige Einschienenbahnen können jedoch zu den Peoplemovern gezählt werden.

### Hängebahnen
Für das System SIPEM (Siemens PEople Mover) sind die H-Bahn an der Dortmunder Universität und der SkyTrain am Flughafen Düsseldorf bekannte Beispiele für typische Peoplemover.

### Gummibereifte Triebwagen mit Betonfahrwegen

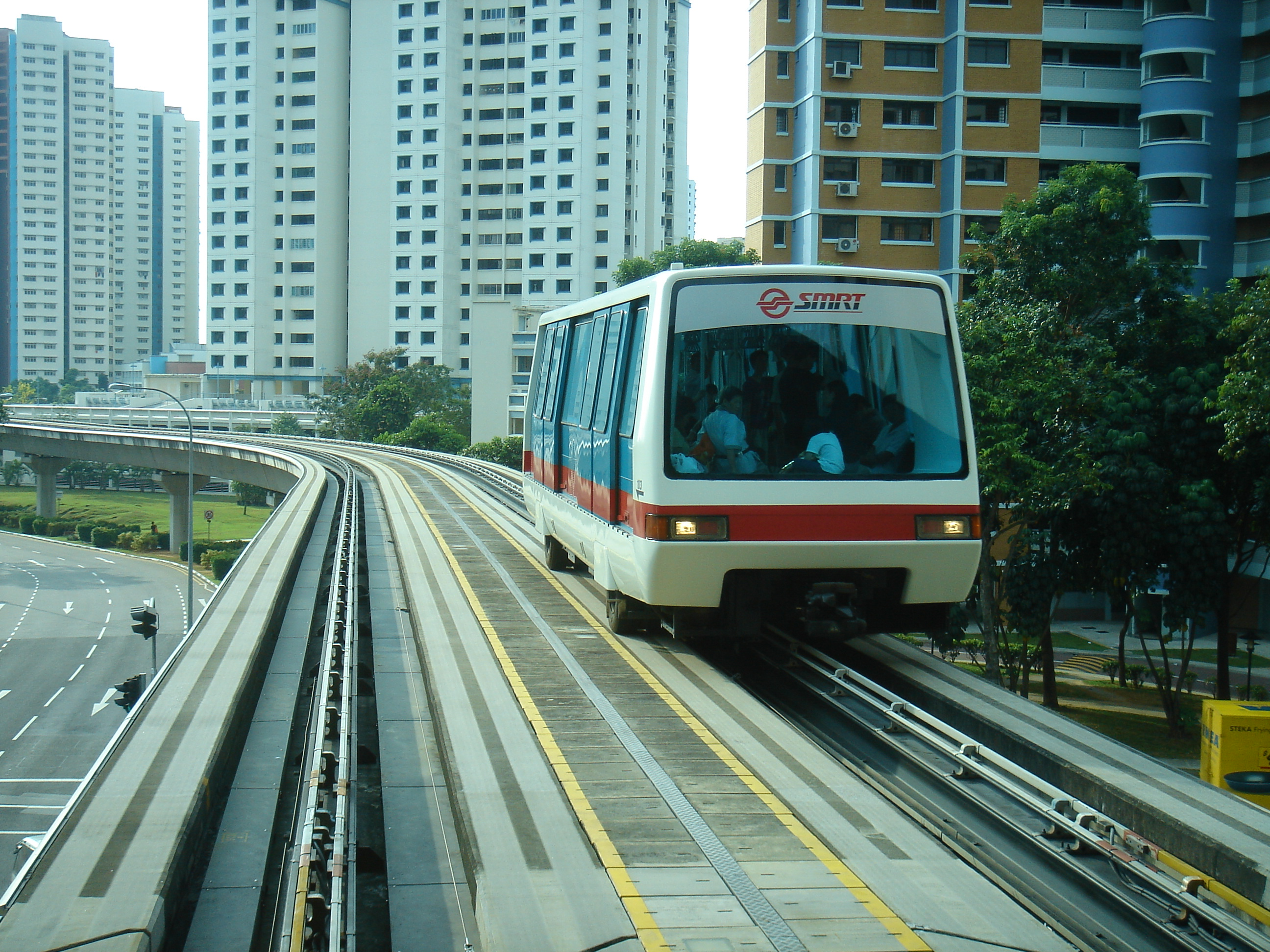
Leitschienenbahn Bukit Panjang LRT in Singapur

An vielen Flughäfen werden Züge oder einzelne Wagen eingesetzt, die wie Busse auf Gummireifen fahren, jedoch von einer Schiene in der Mitte der Fahrbahn geführt und mit Strom versorgt werden. Bekanntes Beispiel ist die Leitschienenbahn SkyLine des Herstellers Bombardier am Flughafen Frankfurt Main; ähnliche Systeme von Bombardier sind in London Gatwick, Stansted, Heathrow, Rom, Madrid, Miami Airport, Miami Downtown, Flughafen München, Pittsburgh, Tampa, Orlando, Dallas, Denver, Las Vegas, Atlanta, San Francisco und Seattle im Einsatz. Wegen der Führungsschiene, die bei älteren Modellen oft als Balkenprofil hervorragt, bei modernen Versionen allerdings unter dem Niveau der Fahrwege angebracht wird, sind diese Systeme auch als Automated Guideway Transit (AGT) bekannt. Allerdings wird der Begriff AGT teilweise auch allgemein für vollautomatische Schienenfahrzeuge verwendet, um sie von konventionellen U-Bahnen mit Fahrer abzugrenzen. Dies wird in Nürnberg mit dem Projekt RUBIN praktiziert.

### Schienentriebwagen mit Gummireifen oder Stahlrädern

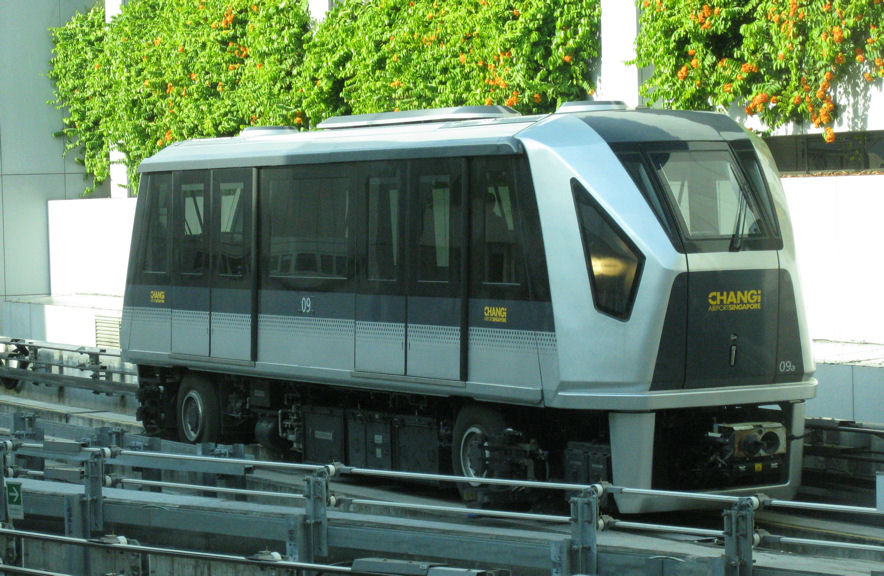
Singapore Changi Skytrain des Typs Mitsubishi Crystal Mover mit seitlicher Spurführung

„People Mover“ ist die Bezeichnung des Herstellers Intamin für seine Produktreihe von Sattelbahnen (P6, P8, P30, P100), die in mehreren Städten der Welt verkehren, in Bologna z. B. als Marconi Express zur Anbindung des Flughafens.
Das von Matra entwickelte Fahrzeug Véhicule automatique léger (VAL) wurde ursprünglich als automatische U-Bahn entwickelt, wird aber an den Pariser Flughäfen Orly und Charles de Gaulle als Peoplemover (Orlyval, CDGVAL) zwischen den Terminals verwendet. Es fährt mit Gummireifen auf speziellen Schienen, eine Version auf herkömmlichen Schienen wäre ebenfalls möglich.
In Detroit ist seit 1987 der Detroit Peoplemover im Einsatz. Er fährt voll automatisiert mit Stahlrädern auf einer aufgeständerten Ringstrecke durch das Zentrum von Detroit. Die Rundtour dauert etwa 15 Minuten, wobei an 13 Stationen gehalten wird.